# Génesis apócrifo
El Génesis apócrifo, también llamado de Apocalipsis de Lamec, es uno de los manuscritos del Mar Muerto. Descubierto en Qumram, pertenecía a la antigua sociedad nazarea de Engedi. Este manuscrito fue catalogado como 1QapGen, 1Q20 porque fue encontrado en la Cueva 1. Es un manuscrito incompleto del que solo sobrevivieron veintidós columnas de texto arameo.
Además, es el documento peor conservado de los siete originales. El documento registra una conversación entre el personaje bíblico Lamec, hijo de Matusalén, y su hijo, Noé, así como narraciones en primera y tercera persona asociadas con Abraham.  Es uno de los textos no bíblicos que se encuentran en Qumrán.

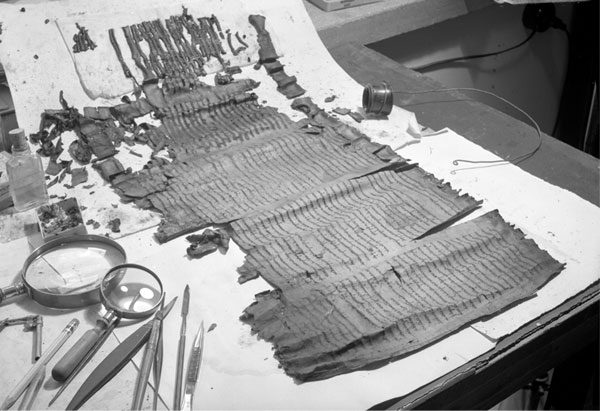
Génesis Apócrifo

## Datación del manuscrito
La gran mayoría de los académicos fechan la composición de estos manuscritos entre finales del siglo I a. C. o la primera mitad del siglo I d. C. Se cree que el original del que se transcribió fue compuesto en el siglo II a. C. Esta idea surge porque muchos de los eruditos en el campo relacionan este contenido con el Libro de los Jubileos.  La gran pregunta es si el Génesis apócrifo sirvió de base para el Libro de los Jubileos o si el Libro de los Jubileos inspiró la composición del Génesis Apócrifo.

## Descubrimiento y estado del documento
El Génesis Apócrifo fue uno de los siete rollos principales encontrados en Qumran en la Cueva 1. Es uno de la colección de los Rollos del Mar Muerto, que tiene más de 800 documentos en forma fragmentaria.  Todos los documentos se han encontrado en varios estados de conservación en doce cuevas de los acantilados que son paralelos a la costa noroeste del Mar Muerto y en la ubicación general de Qumrán.
Junto con el Rollo de Isaías, el comentario sobre Habacuc y el Manual de disciplina, este documento fue vendido por el beduino que lo descubrió a Mar Samuel, el superior en el monasterio de San Marcos.Los cuatro rollos fueron transferidos de Jerusalén a Siria y al Líbano bajo ciertas condiciones políticas en el área.  Se hicieron planes para transferir los rollos a los Estados Unidos, pero luego se retiró el permiso porque se insistió en que se podía pedir un precio alto por los rollos si permanecían desenrollados y desenredados.

## Género

### Escritos parabíblicos
El género literario del Génesis Apocryphon se encuentra dentro de la categoría "Biblia reescrita", que puede ser comparado con el Targum, Midrash, y los géneros parabíblicos o parasescriturales. El término "parascriptural" puede usarse como un término general para una amplia clase de textos que  extienden la autoridad de las Escrituras de diversas maneras mediante la imitación e interpretación. La categoría "biblia reescrita" es el resultado de extender las Escrituras que fueron  práctica algo común durante el período del Segundo Templo. Los escritores emplearon varios métodos diferentes para reescribir  escritura: reorganizar pasajes, agregar detalles y aclarar puntos que estaban abiertos a diversas interpretaciones.
El Génesis Apócrifo está fuertemente influenciado por el Libro de los Jubileos, el Libro de Enoc, y el Libro del Génesis.  Registra la historia de Génesis en el mismo orden cronológico, pero presenta a los patriarcas como ejemplos para emular.  El proceso principal es la sustitución, o reemplazar el texto del Génesis con una nueva narrativa, pero el Génesis Apócrifo también agrega más detalles a la historia de los patriarcas y su ascendencia.  Sobre todo, extiende el Génesis por medio de complementos, incorporando tradiciones de otras fuentes, especialmente Jubileos y escritos de Enoc. Por ejemplo, el Génesis Apócrifo busca justificar por qué Abram maltrató a Sarai en Egipto (Génesis 12) al agregar que Abram tuvo un sueño profético de Dios que sancionaba sus acciones hacia su esposa.
La nueva narrativa contenida en Génesis Apócrifo no pretende ser una nueva edición de Génesis, pero el trabajo es notable por su libertad creativa e imaginativa.  Tipológicamente, el Génesis Apócrifo representa una actitud flexible hacia el texto de las escrituras y brinda una visión más profunda de la vida de los patriarcas.

## Contenido
Como falta el comienzo del manuscrito, se estima que la primera parte sería un trabajo narrativo exhaustivo de la historia de Adán, Eva y su progenie, hasta Noé, donde comienza la narración en los apartados descubiertos.
El texto actual comienza en la hoja V, que está numerada con la letra hebrea pe.  Esta hoja comienza en la columna X con salud y la hoja donde la columna XVII comienza con las letras decimoséptima, decimoctava y decimonovena del alfabeto hebreo.  Así, todo indica que este tramo fue precedido por dieciséis hojas, de las que solo se conservó el final de la última.
- Columnas II-V: Narrativa del nacimiento milagroso de Noé, las sospechas de su padre Lamec con respecto a su paternidad y su solicitud a Matusalén para pedirle consejo a Enoc en el Paraíso.
- Columna VI-XV: Narrativa en primera persona, de Noé, de sus viajes y el diluvio.
- Columna X: Descripción del sacrificio de Noé después del diluvio.
- Columna XI: Descripción del pacto entre Dios y Noé después del diluvio, incluida la curiosa prohibición de comer sangre.
- Columna XII: Noé planta un viñedo y prueba el vino.
- Columna XII-XV: Ésta, muy dañada, tiene una referencia explicativa sobre los árboles y su plantación.
- Columna XVI-XVII: Se trata de la división de la Tierra entre los hijos de Noé.
- Columna XVIII: Falta
- Columna XIX-XXII: Texto correspondiente a Génesis 12-15 con un relato detallado del viaje de Abraham a Egipto, regreso a Canaán, luchas y batallas con los reyes mesopotámicos y una renovación de la promesa de un hijo.  Esta sección es muy peculiar y ha sido inspiradora para muchos teólogos, ya que es una mezcla de Targum, Midrash y Biblia, reescrita y autobiografiada.[9]